# Commune
Pour les articles homonymes, voir Commune (homonymie).
Pour un communal, voir Biens communaux.
Dans certains pays, une commune est une circonscription territoriale pouvant correspondre à une ville, à un bourg avec ses villages et hameaux ou à un groupe de villages. Dans la plupart des cas, la commune constitue la plus petite subdivision administrative. Elle est souvent dirigée par un maire ou bourgmestre.

## Liste par pays
| Pays                             | Article français                           | [nom local] | Subdivision de | Nombre (date) |
| -------------------------------- | ------------------------------------------ | --- | --- | ------------- |
| Algérie                          | Commune (Algérie)                          | [بلدية] | arrondissement (en arabe : دائرة) | 1 541 (2012)  |
| Allemagne                        | Commune (Allemagne)                        | [Gemeinde] | arrondissement (Kreis), qui dépend lui-même d'un Land (État fédéré). | 11 054 (2017) |
| Autriche                         | Commune (Autriche)                         | [Gemeinde] | districts qui dépend lui-même d'un Land | 2 381         |
| Belgique                         | Commune (Belgique)                         | [commune], [gemeente], [Gemeinde]                                                                                           | province, qui est sous la tutelle d'une région. | 581 (2019)    |
| Brésil                           | Municipalité (Brésil)                      | [municipio] | 26 États (Estados), plus le District fédéral (DF). | 5 570 (2013)  |
| Cameroun                         | Commune (Cameroun)                         | [commune] | 10 régions, 58 départements divisés en 360 arrondissements / communes | 360 (2013)    |
| République centrafricaine        | Commune (République centrafricaine)        | [Akete kodoro ayeke], [commune]                                                                                             | 7 régions divisées en 16 préfectures. | 176 (2012)    |
| Chili                            | Commune (Chili)                            | [comuna] | 54 provinces (provincias) | 346 (2010)    |
| Colombie                         | Commune (Colombie)                         | [comuna] | 32 départements (departamentos), sans compter Bogotá qui dépend directement de l'État | 1 102 (2011)  |
| République démocratique du Congo | Commune (République démocratique du Congo) | [commune], en milieu urbain ; [territoire] en milieu rural.                                                                 | Pour 26 provinces, les 309 communes sont des subdivisions sans personnalité juridique des 71 villes, les autres entités territoriales décentralisées sont constituées de 480 secteurs et 257 chefferies. | 309 (2013)    |
| Côte d'Ivoire                    | Commune (Côte d'Ivoire)                    | [commune], correspondant généralement à un territoire constitué de quartiers ou de villages.                                | | 197 (2012)    |
| Danemark                         | Commune (Danemark)                         | [kommune] | région | 98 (2007)     |
| Espagne                          | Commune (Espagne)                          | [municipio] | province | 8 117         |
| Estonie                          | Commune (Estonie)                          | (et) omavalitsus | ? | ?             |
| Îles Féroé                       | Commune (îles Féroé)                       | | | 30            |
| Finlande                         | Commune (Finlande)                         | en finnois : kunta ; en suédois : kommun                                                                                    | | 309 (2021)    |
| France                           | Commune (France)                           | [commune] (dirigée par un conseil municipal élu lequel, associé aux services administratifs, constitue la municipalité)     | Département. Il doit être noté que l’arrondissement est une subdivision administrative intermédiaire entre la commune et le département, mais n'est pas une collectivité territoriale. Ce dernier ne doit pas être confondu avec l’arrondissement municipal à Paris, Marseille et Lyon (Loi PML), qui est une subdivision de ces communes, et qui n'est pas non plus une collectivité territoriale bien qu'il dispose d'un conseil élu. Les arrondissements de Marseille sont groupés par deux en secteurs. | 34 945 (2023) |
| Hongrie                          | Commune (Hongrie)                          | [község] | District | 3 152 (2009)  |
| Indonésie                        | Desa et kelurahan                          | | Kecamatan |               |
| Italie                           | Commune (Italie)                           | [comune] | province (provincia) | 8 092 (2012)  |
| Kosovo                           | Commune (Kosovo)                           | en albanais : komuna, en serbe : општина ou opština                                                                         | | 30 (2000)     |
| Luxembourg                       | Commune (Luxembourg)                       | [commune] | canton | 102 (2018)    |
| Macédoine du Nord                | Commune (Macédoine du Nord)                | [opština] | région | 80            |
| Madagascar                       | Commune (Madagascar)                       | [kaominina] ou [fivondronana] ou [fivondrompokontany]                                                                       | 6 provinces divisés en 24 régions Il doit être noté que le district est une subdivision administrative intermédiaire entre la commune et la région, mais n'est pas une collectivité territoriale. | 1 693         |
| Mali                             | Commune (Mali)                             | [commune] | cercle | 703           |
| Maroc                            | Commune (Maroc)                            | [جماعة] | préfecture ou province, qui sont respectivement des subdivisions à dominante urbaine ou rurale de la région | 1 538         |
| Niger                            | Commune (Niger)                            | [commune] | département | 265 (2020)    |
| Norvège                          | Commune (Norvège)                          | [kommune] | fylke | 356           |
| Pays-Bas                         | Commune (Pays-Bas)                         | [gemeente] | province (provincie) | 388 (2017)    |
| Pologne                          | Gmina                                      | [Gmina] (pluriel = gminy)                                                                                                   | powiat | 2 478 (2004)  |
| Ukraine                          | Commune (Ukraine)                          | [gromada] (pluriel = gromady)                                                                                               | raion | 1 469 (2020)  |
| Roumanie                         | Commune (Roumanie)                         | [comuna], une unité administrative et économique. Elle peut contenir un ou plusieurs villages et est conduite par un maire. | județ au même titre que les villes et les municipalités. | 2 686         |
| Sénégal                          | Commune (Sénégal)                          | | 14 régions subdivisées en 45 départements | 552 (2014)    |
| Slovaquie                        | Commune (Slovaquie)                        | | |               |
| Suède                            | Commune (Suède)                            | [kommun] | comté (län) | 290 (2004)    |
| Suisse                           | Commune (Suisse)                           | (de) Gemeinde, (fr) commune, (it) comune, (ru) vischnanca                                                                   | canton | 2 222 (2018)  |
| République tchèque               | Commune (République tchèque)               | (cs) obec | district (okres), qui dépend lui-même d'une région (kraj). | 6 259 (2016)  |

## Étymologie
Le substantif féminin,,, « commune » (prononcé /kɔ.myn/,) est issu du latin vulgaire communia,, (« communauté de gens »), pluriel, neutre substantivé de l'adjectif communis, (« commun »), pris comme substantif féminin singulier.
En français, « commune » est attesté au XIIe siècle : d'après le Trésor de la langue française informatisé, sa plus ancienne occurrence connue se trouve dans l'Histoire des Anglais de Geoffroy Gaimar.

## Histoire
Au Moyen Âge, le terme commune désigne les villes auxquelles sont accordées un ensemble de franchises politiques, juridiques et civiles par leur seigneur. Les communes prennent un développement particulier dans les Flandres où leur pouvoir est symbolisé par les beffrois qui conservent les chartes communales, elles deviennent parfois de véritables cité-états indépendantes et puissantes aux mains des oligarchies locales comme à Bruges, Gand, Tournai, Ypres, Arras entre autres. Certaines communes s'assemblèrent selon des intérêts communs, ce fut notamment le cas de la Ligue Hanséatique qui groupait un grand nombre de communes commerçantes germaniques, comme Lübeck, Cologne, Dantzig, qui ont dominé économiquement et militairement toute la mer du Nord et la mer Baltique durant plusieurs siècles.
À la même époque le développement des communes a aussi été très important dans le nord de l'Italie où, quoique faisant théoriquement partie du Saint-Empire romain germanique, des communes étaient de facto indépendantes et contrôlaient la campagne environnante. La commune constituait un nouveau modèle politique qui apparut au début du XIIIe siècle. Elle avait un gouvernement autonome représenté par une association jurée, un groupe d'hommes ayant prêté serment de défendre des intérêts communs, appartenant aux familles influentes de la cité qui étaient soutenus par leurs clientèles. Petit à petit, les représentants de ces groupes furent des magistrats élus, nommés consuls, chargés au nom du peuple citoyen de défendre le bien commun. La commune défait les liens générés par la féodalité et rejette la suzeraineté d'un seigneur immanent, d'un évêque ou d'un comte qui serait détenteur de l'autorité impériale sur une cité et son territoire agricole.  Par la suite, certaines communes italiennes disparurent, annexées par leurs voisines, d'autres s'étendirent et devinrent des États, républicains comme Gênes et Venise ; ou monarchiques comme le duché de Milan ou le duché de Florence qui deviendra le grand-duché de Toscane.
En France, la Commune de Paris est le nom donné à deux gouvernements révolutionnaires parisiens, en France, en 1792 et 1871. Les craintes liées à la Commune de Paris de 1871 conduisent le gouvernement à inciter le développement du nombre de communes pour augmenter les capacités de contrôle des populations, ce nombre culmine à 38 014 en 1936. Mais à la fin du XIXe siècle ce nombre est considéré comme trop important et conduisant à un émiettement administratif, les gouvernements successifs incitent à sa réduction en créant les statuts de commune associée puis de commune nouvelle, la France perd ainsi plus de 3 000 communes et en compte 34 945 au premier janvier 2023.
En Chine, de 1958 à 1982, les communes populaires étaient une subdivision administrative dans les zones rurales.